# Serge Tatiefang
Serge Tatiefang, né le 25 août 1987 à Akom II, est un footballeur camerounais qui évolue au poste de milieu récupérateur et défenseur latéral.

## Sélection nationale
- 2008 : Cameroun U-23